# 帕巴拉·德青多吉
帕巴拉·德青多吉（藏語：བདེ་ཆེན་རྡོ་རྗེ，威利转写：bde chen rdo rje；1439年—1487年）藏族，工布日窝柱增地方（今西藏林芝市工布江达县）人，第一世（不计追认）帕巴拉活佛。

## 生平
藏历土羊年（1439年），德青多吉出生于工布日窝柱增地方。15岁时，德青多吉在宗喀巴的亲传弟子森巴青波曲帕前受沙弥戒，起法名为“帕巴拉”。24岁起，他开始康区传教之行，曾一度赴位于西藏同云南交界处的丽江，并兴建了竹卡寺、举类乌齐、德吉尼玛林等寺。他一生兴建了许多寺院、广收弟子，在中部康区以及工布地区有许多信徒。
藏历火羊年（1487年），德青多吉圆寂，享年49岁。